# Castillo de Fère-en-Tardenois
El castillo de Fere-en-Tardenois (en francés: château de Fère-en-Tardenois) es una antigua fortaleza medieval francesa hoy en ruinas, construida a partir del inicio del siglo XIII, en la hoy comuna de Fère-en-Tardenois, en el departamento de Aisne, en la reciente región de Alta Francia.
Al título de monumentos históricos, los restos del castillo fueron objeto de una clasificación por la lista de 1862; el patio trasero del castillo, las fachadas y tejados del conjunto de edificaciones, los pabellones y la torre del patio delantero y del trasero, incluyendo la hostelería, excepto las adiciones del siglo XX, la antigua puerta del patio delantero, lado sureste, el conjunto de muros de cierre y de sostén del patio delantero y del patio trasero, el conjunto de los suelos arqueológicos del patio delantero y del patio trasero fueron objeto de una inscripción por orden de 19 de abril de 1994.

## Situación
Los restos del castillo de Fere-en-Tardenois se encuentran en el departamento francés de Aisne en la comuna de Fère-en-Tardenois, a 3 km al NNE del pueblo, sobre una mota artificial.

## Historia
Hacia 958, el cronista Flodoardo ya recogía que había una plaza fuerte en Fère.
Las tierras de Fère fueron adquiridas al final del siglo XII a los arzobispos de Reims por Roberto I de Dreux, hermano del rey Luis VII de Francia. Su hijo, Roberto II, conde de Dreux y de Braine comenzó a elevar la fortaleza a partir de 1206; la construcción durará hasta 1260.
Perteneció a la primera casa de Valois-Orleans, Valois-Angulema. En 1528, Luisa de Saboya la madre del rey Francisco I se lo ofreció al condestable Anne de Montmorency por su boda. Anne lo hizo transformar, añadiéndole el gran puente cubierto, que se atribuye al arquitecto Jean Bullant (1515-1578) y en el que habría también participado el escultor Jean Goujon (1510-1564/69).
La Corona lo confiscó en 1632 después de la ejecución de Enrique II de Montmorency tras haber encabezado la secesión de toda la provincia del Languedoc del reino de Francia. Pasó poco después a Carlota de Montmorency, esposa del príncipe de Condé. Y luego pasó a la rama más joven de los Condé, los príncipes de Conti, y más tarde al duque de Orléans, padre de Philippe Égalité. Este último lo demolió en parte en 1779 y vendió los materiales y los muebles. Sus acreedores tomaron el resto y lo vendieron en una subasta en París en 1793.

## Descripción

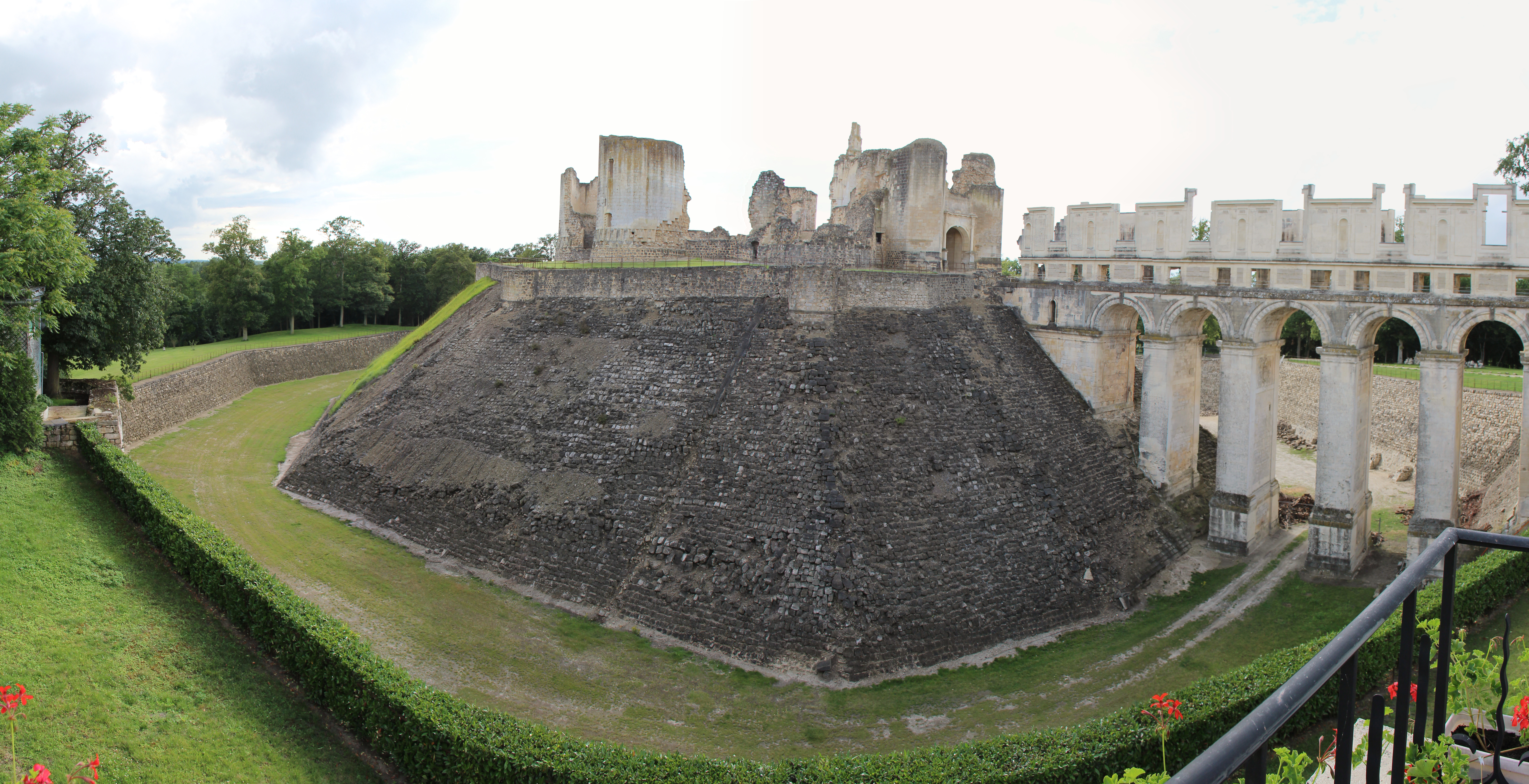
Vista panorámica del castillo, del foso, de la mota, del glacis y del antiguo puente cubierto.

En el siglo XXI, el castillo de Fère-en-Tardenois se presenta bajo la forma de un recinto amurallado heptagonal irregular flanqueado por torres cilíndricas.
El castillo de Fère-en-Tardenois se caracteriza por la presencia de un monumental puente cubierto, que atraviesa el foso. Este puente de estilo renacentista prefigura las disposiciones en el castillo de Chenonceau: comporta una galería de servicio y un piso superior acondicionado en una larga sala dedicada al juego y a la vida mundana. Este puente, de 60 m de largo, que consta de cinco arcos, construido hacia 1560 por el condestable de Montmorency, entre la mota y el patio trasero, soporta una "galería" de 5 m de ancho.

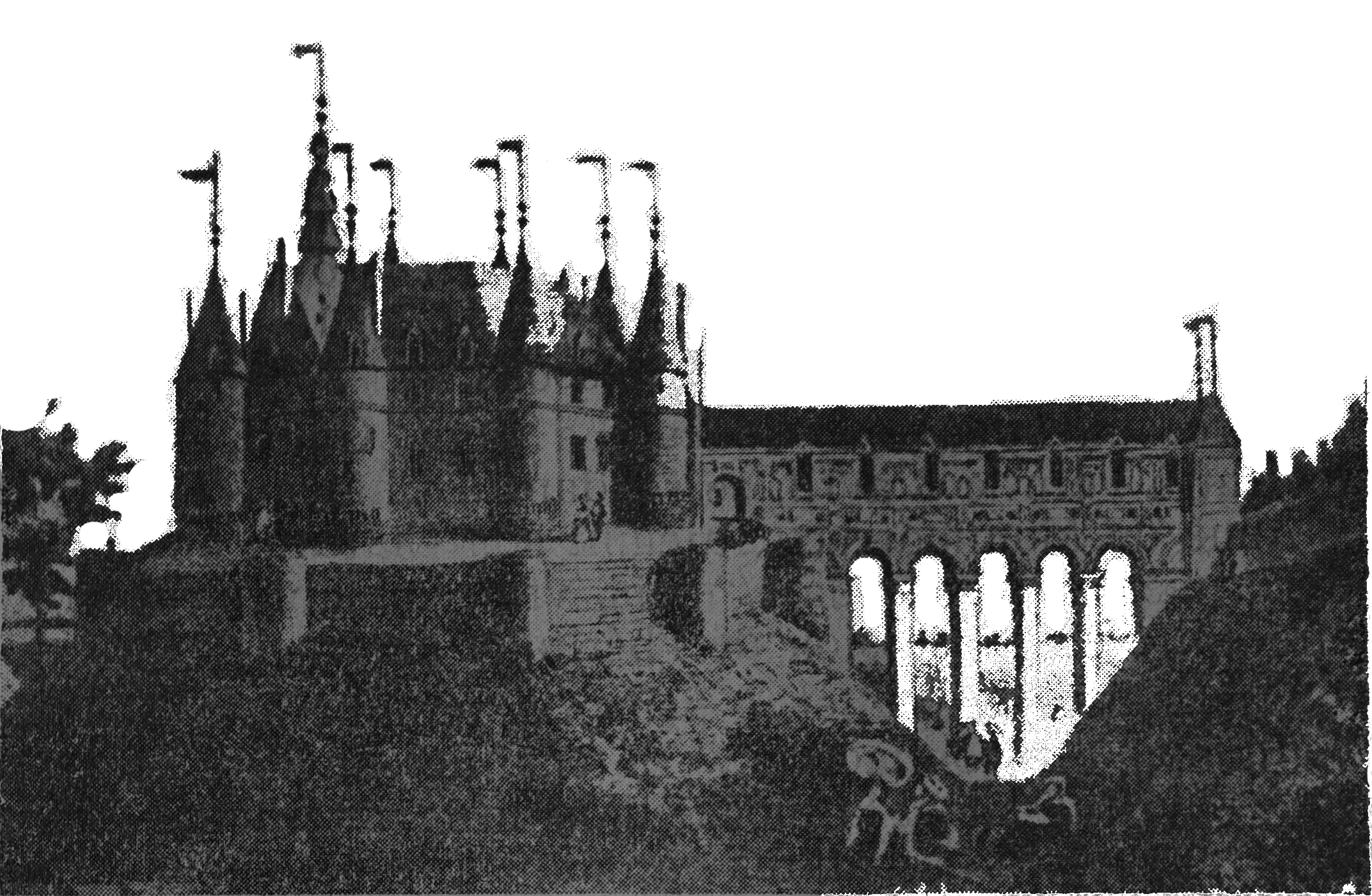
Aspecto antiguo

Se accede al recinto a través de una puerta fortificada con dos torres de espolón triangular del siglo XIII,· abierto al sur, que da al patio del castillo carente de donjon y asentado sobre una inmensa  mota semiartificial de glacis completamente de mampostería con adoquines de arenisca. La cortina está flanqueada en las esquinas por siete grandes torres redondas ahora muy arruinadas, dispuestas alrededor de un patio irregular hexagonal. Estas torres se sustentan sobre unas bases que constan de tres, cuatro o cinco camas, que forman como los dientes de un engranaje; ningún otro ejemplo se conoce. Perforadas con aspilleras, en el siglo XIII tuvieron sus pisos separados por suelos, una disposición que fue rehecha en el Renacimiento. 
Los   aposentos y los comunes se apoyan alrededor de la cortina, y todos han sido reconstruidos o modificados en el Renacimiento. Se cavó un pozo en el medio del patio.
El dominio de caza de casi 250 hectáreas del castillo constituye el actual bosque de Fere-en-Tardenois. El último propietario de las ruinas del castillo, Raymond de Tramerie, enterrado cerca de las ruinas, lo donó al consejo general de Aisne. Un hotel de lujo está ubicado en los antiguos establos, cerca del castillo.

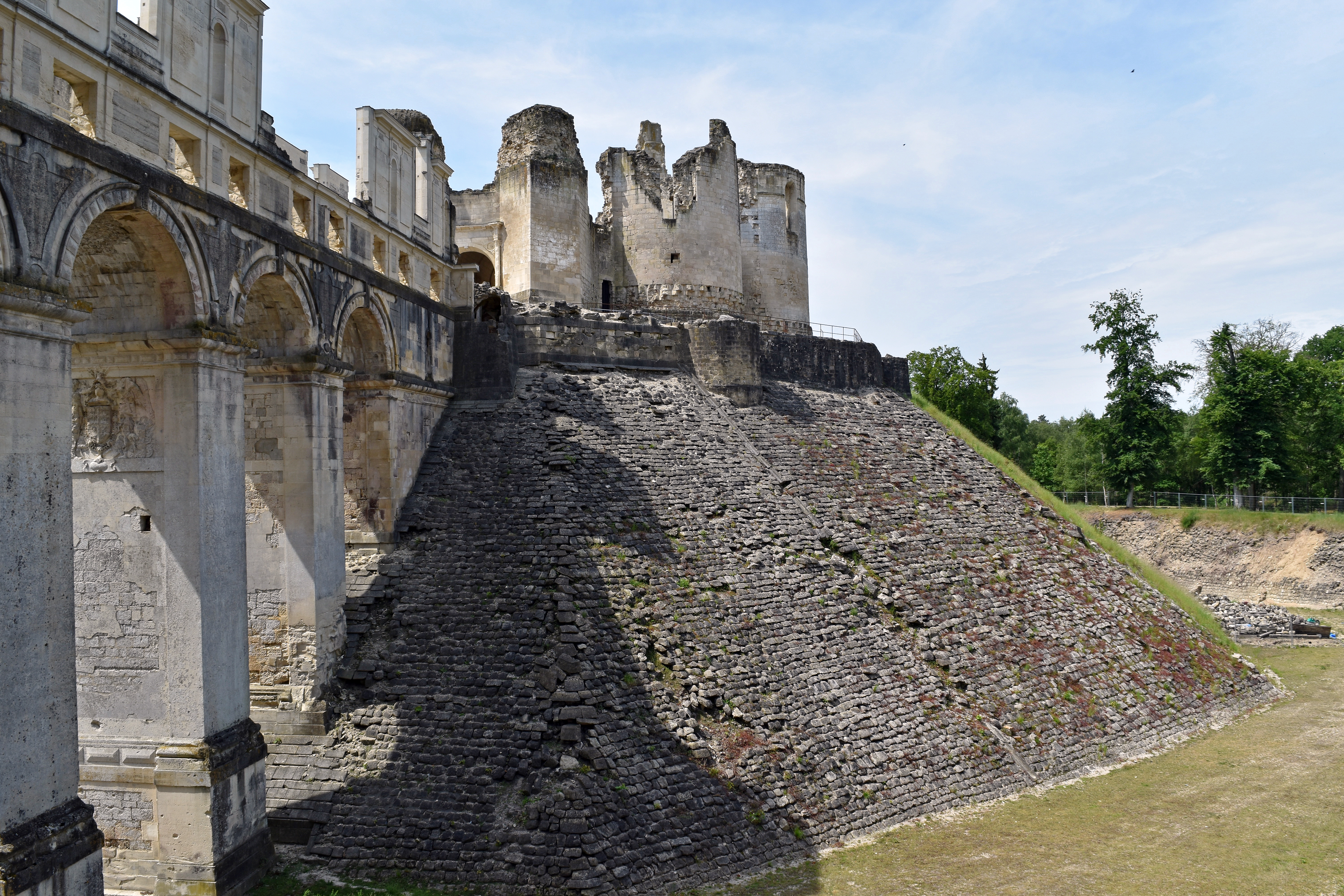
El glacis completamente de mampostería
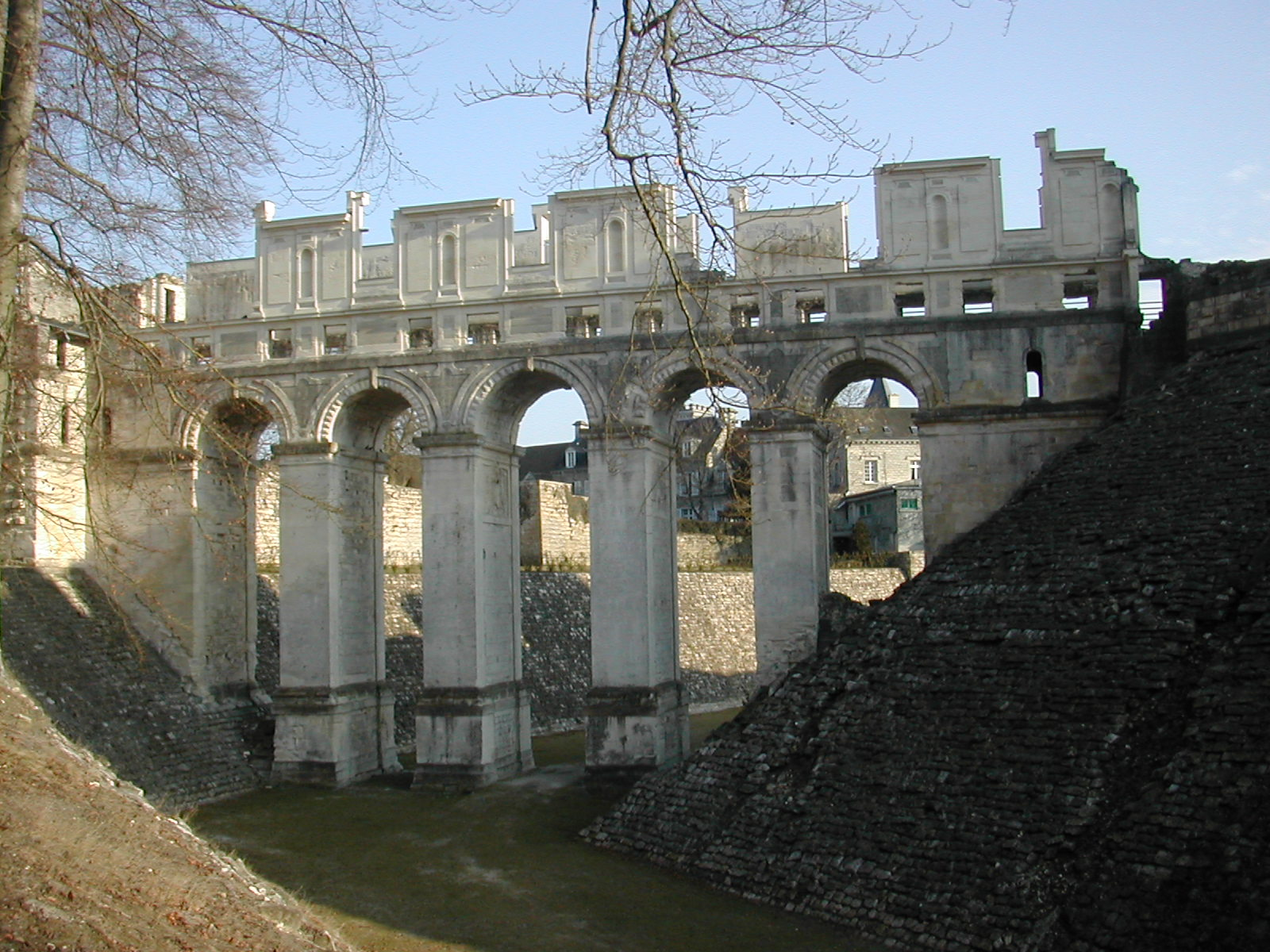
Restos del puente
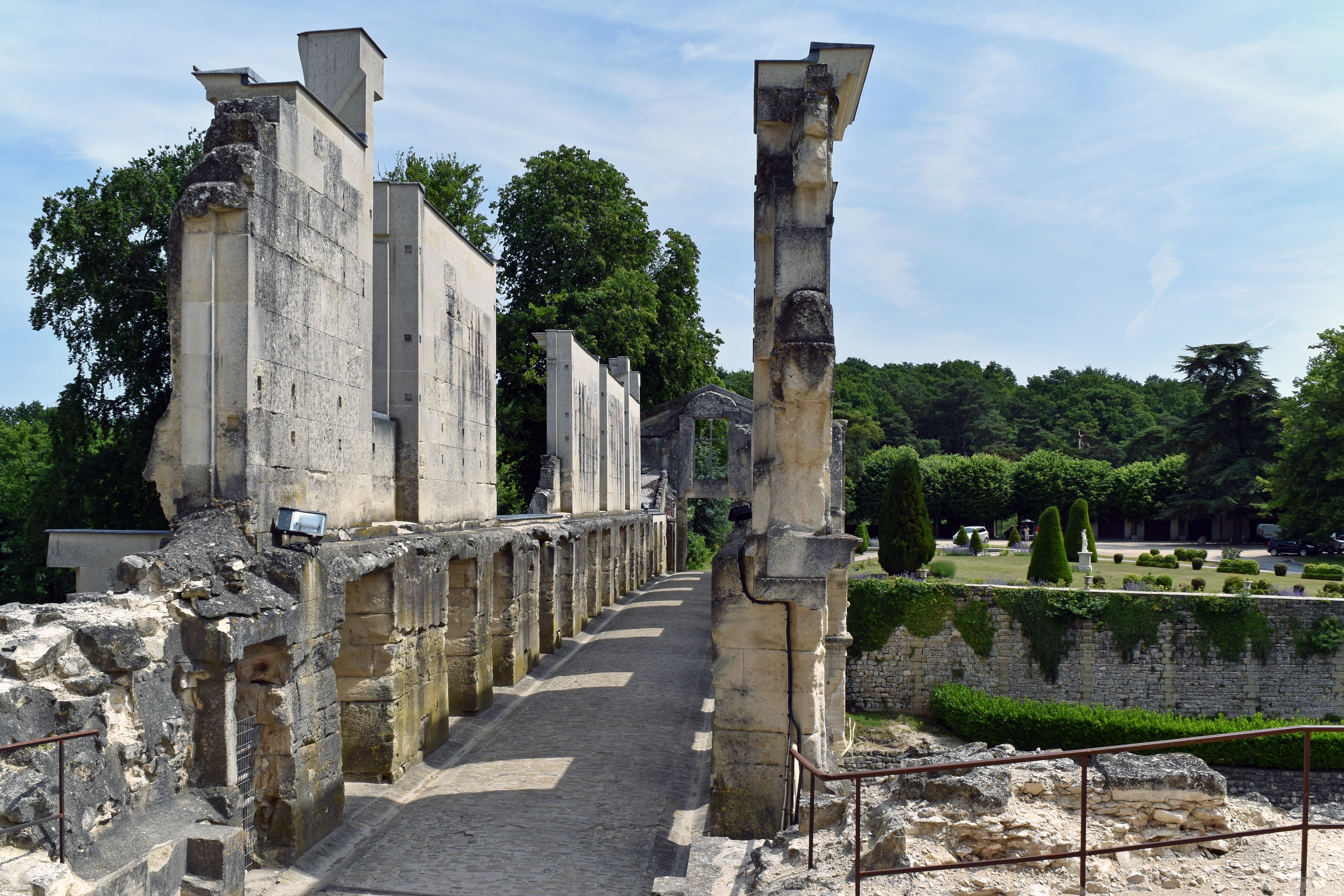
Interior del puente
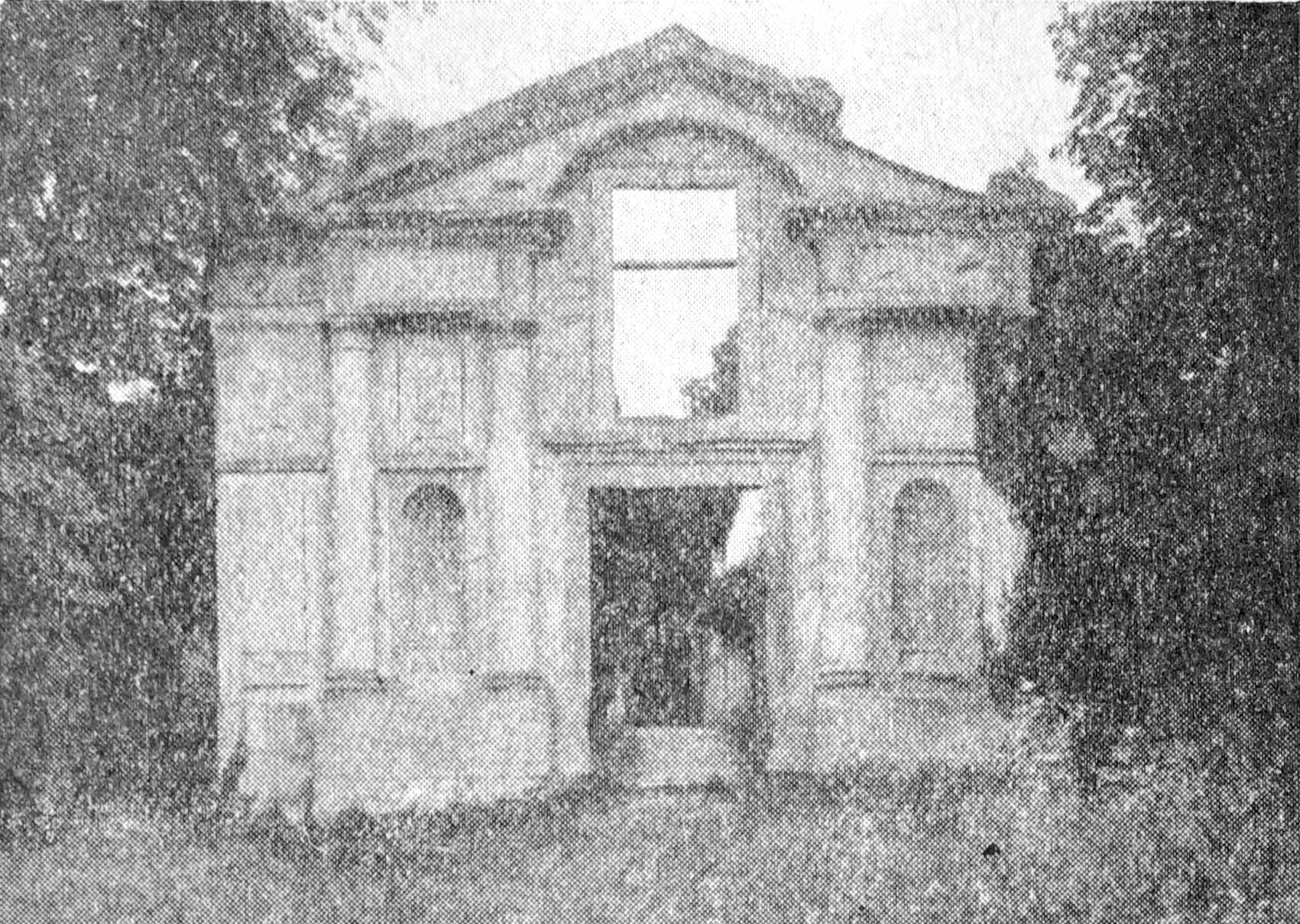
Portal Goujon